# Хотанская шёлковая фабрика

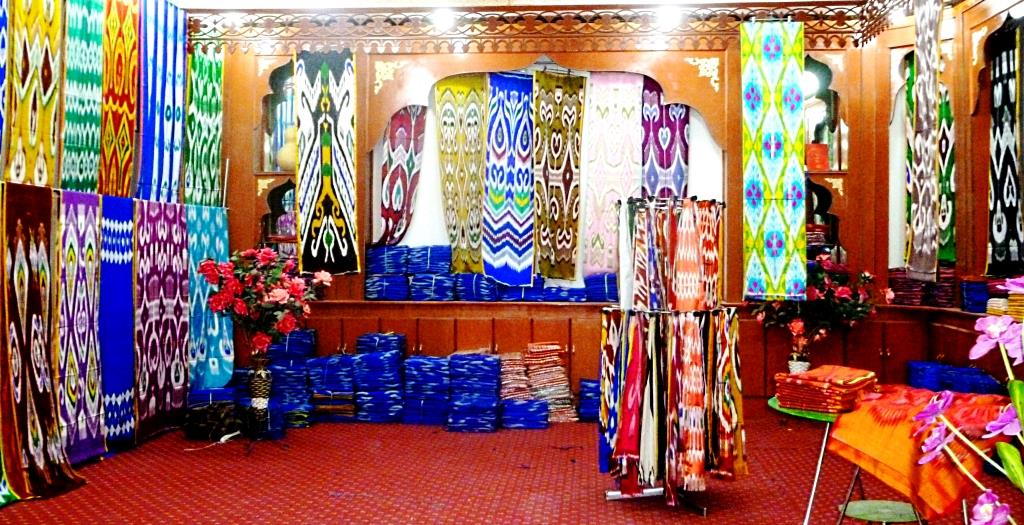
Хотанские шелка с традиционными узорами. Хотан, Синьцзян, Китай

Хотанская шёлковая фабрика (кит. 和田丝绸厂, пиньинь Hétián Sīchóu Chǎng, палл. Hetian Silk Factory) — шёлковая фабрика в Хотане, Синьцзян, Китай. Она расположена к северо-востоку от города Хотан и производит много разноцветных шелков, которые продаются на рынке. Фабрика предлагает экскурсии на китайском языке по процессу производства шёлка, от кипячения коконов до печати шёлка.